# Henryk Antoszkiewicz

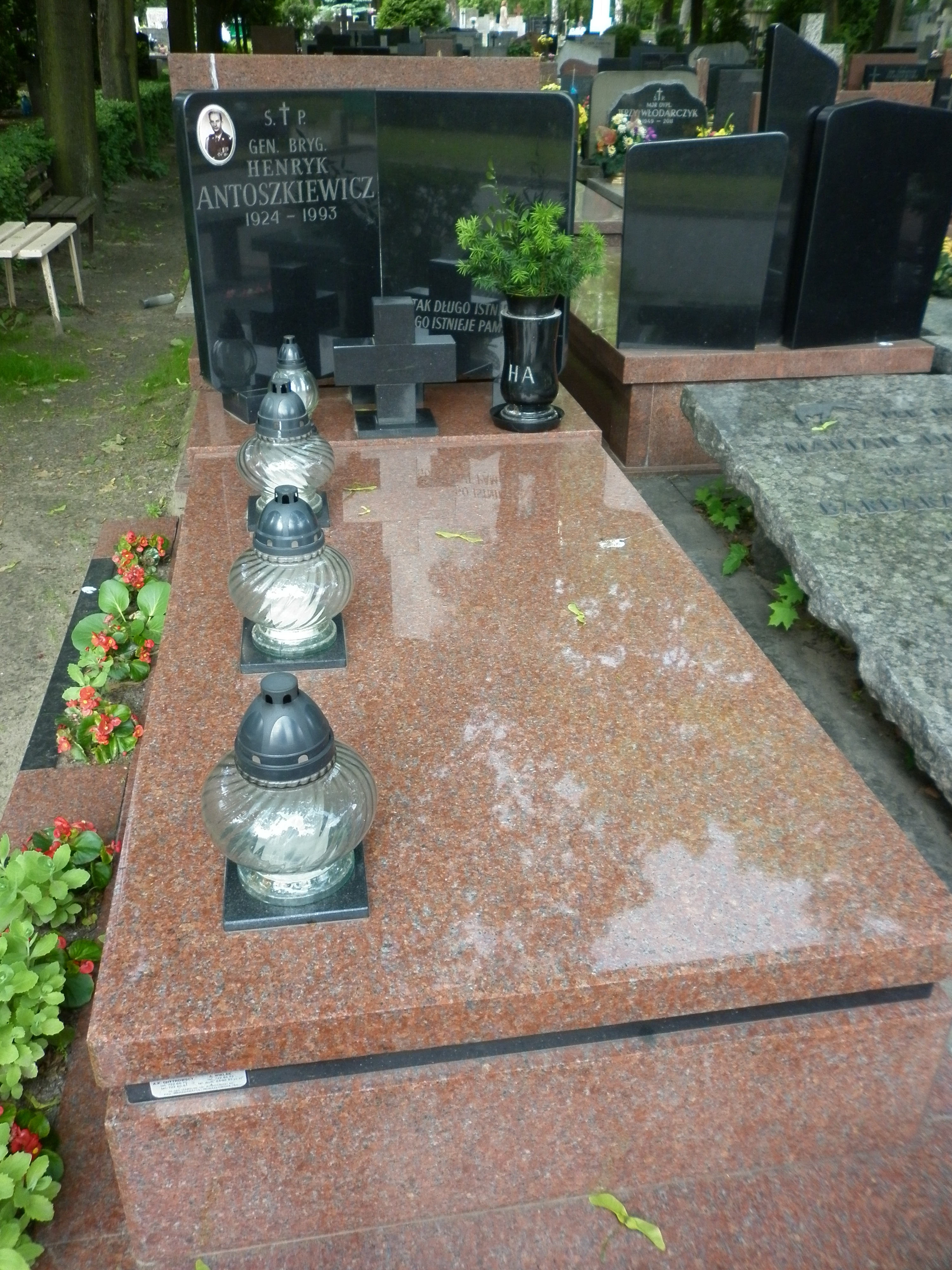
Grób gen. Henryka Antoszkiewicza

Henryk Marian Antoszkiewicz (ur. 8 grudnia 1924 w Nowym Mieście, zm. 4 stycznia 1993 w Warszawie) – generał brygady Wojska Polskiego.

## Życiorys
Do wybuchu wojny skończył 7 klas szkoły powszechnej w Nowym Mieście i rok Małego Seminarium Duchownego księży Salezjanów w Jaciążku. Podczas okupacji od marca 1941 do października 1944 na przymusowych robotach w Prusach Wschodnich, skąd dostał się do Wilna, gdzie w październiku 1944 wstąpił do Wojska Polskiego. Służył w 4 i 9 zapasowym pułku piechoty w Białymstoku i Lublinie. Od listopada 1944 do kwietnia 1945 w Oficerskiej Szkole Piechoty w Inowrocławiu. W 1947 skończył ze stopniem podporucznika szkołę oficerską we Wrocławiu. Dowódca kompanii w 50 pp w Olsztynie, następnie oficer sztabu w 15 i 3 Dywizjach Piechoty. W latach 1956–1963 pracował w Sztabie Generalnym. 
W 1958 skończył warszawskie liceum ogólnokształcące dla pracujących i zdał maturę. W 1966 ukończył Akademię Sztabu Generalnego z pierwszą lokatą, po czym pracował w Zarządzie Operacyjnym SG. W latach 1971–1972 szef sztabu, następnie dowódca 4 Dywizji Zmechanizowanej w Krośnie Odrzańskim. 29 IX 1973 awansowany na generała (nominację wręczył mu 10 X w Belwederze I sekretarz KC PZPR Edward Gierek w obecności przewodniczącego Rady Państwa PRL prof. Henryka Jabłońskiego). W 1975 roku mianowany dowódcą 1 Warszawskiej Dywizji Zmechanizowanej w Legionowie. W 1974 skończył wyższy kurs akademicki przy Akademii Sztabu Generalnego Sił Zbrojnych ZSRR im. K. Woroszyłowa w Moskwie. W 1976 został zastępcą komendanta Wojskowej Akademii Technicznej ds. liniowych. Funkcję tę sprawował do 1989 roku. 
W grudniu 1989 pożegnany przez ministra obrony narodowej gen. armii Floriana Siwickiego w związku z zakończeniem zawodowej służby wojskowej i w kwietniu 1990 przeniesiony w stan spoczynku. Pochowany na Cmentarzu Wojskowym na Powązkach (kwatera BII-13-1).

## Odznaczenia
- Krzyż Komandorski Orderu Odrodzenia Polski (1981)
- Krzyż Oficerski Orderu Odrodzenia Polski (1973)
- Krzyż Kawalerski Orderu Odrodzenia Polski (1968)
- Srebrny Krzyż Zasługi (1958)
- Medal „Za udział w walkach o Berlin” (1970)
- Medal „Za udział w wojnie obronnej 1939" (1982)
- Medal 10-lecia Polski Ludowej
- Medal 30-lecia Polski Ludowej
- Medal 40-lecia Polski Ludowej
- Złoty Medal „Siły Zbrojne w Służbie Ojczyzny” (1968)
- Złoty Medal „Za zasługi dla obronności kraju” (1975)
- Srebrna Odznaka „Za Zasługi dla Obrony Cywilnej” (1982)
- Medal "Za długoletnią, ofiarną służbę" (nadany przez ministra obrony narodowej, 1989)
- Medal „Za zwycięstwo nad Niemcami w Wielkiej Wojnie Ojczyźnianej 1941–1945” (ZSRR) (1947)
- Medal 60-lecia Sił Zbrojnych ZSRR (1978)
- Medal 70-lecia Sił Zbrojnych ZSRR (1988)